# Ordre de la Gloire (Azerbaïdjan)
L'ordre de la Gloire (en azéri : Şöhrət ordeni), est une distinction honorifique de la république d'Azerbaïdjan.

## Histoire et statut
L'ordre a été créé par le décret n° 757 du président de l'Azerbaïdjan Heydar Aliyev, ratifié par l'Assemblée nationale le 6 décembre 1993. Il est décerné aux citoyens de la république d'Azerbaïdjan, aux ressortissants étrangers et aux apatrides pour récompenser les services suivants :
- contributions spéciales au développement économique, scientifique, social et culturel;
- contributions spéciales à l'établissement et au renforcement de la paix et des amitiés et au développement de la coopération entre les peuples;
- des services produisant des résultats extraordinaires et professionnels dans les domaines de l'industrie, des transports, des communications, de la construction ainsi que dans d'autres domaines de l'activité économique;
- contributions spéciales dans les domaines de la science, de l'éducation et de la santé.

## Description
La version originale de l'insigne de l'ordre était faite d'or, portant une étoile à huit branches et des ornements nationaux aux couleurs rouge et verte. Au premier plan, des branches de laurier dorées entouraient un oiseau coloré. La partie supérieure comprenait une étoile à huit branches et la partie inférieure portait un bandeau en forme d'arc-en-ciel portait la mention Şöhrət. 
La version actuelle a été établie le 6 février 1998. L'insigne est formé d'argent plaqué d'or et mesure 32 par 38 mm. Il se présente sous la forme d'un écu au fond bleu azur portant à sa base un soleil d'où s'élèvent des rayons, sur lesquels apparaît une étoile à huit pointes et encadré par deux branches de laurier. À travers les rayons ascendants, une ceinture dorée en forme d'arc relie les extrémités des branches de laurier au centre duquel figure la mention Şöhrət. Il est suspendu à un ruban de couleur bleue bordé de chaque côté de trois minces bandes bleu, blanc et bleu clair, qui mesure 27 par 47,5 mm. Le revers est poli et porte un numéro gravé. 
L'insigne de l'ordre est épinglé sur le côté gauche de la poitrine.

## Récipiendaires
Parmi les récipiendaires, on trouve notamment Vasif Talıbov, ancien dirigeant de la république du Nakhitchevan ; Nizami Djafarov, philologue  et député ; Mubariz Gourbanli, historien et homme politique ; Yaltchin Adiguezalov, chef d'orchestre ; Ibrahim Guliyev, géologue ; Elbay Gasimzade, architecte.